# 2006-os labdarúgó-világbajnokság-selejtező (UEFA – 4. csoport)
A 2006-os labdarúgó-világbajnokság európai 4. selejtezőcsoportjának mérkőzéseit, és a csoport végeredményét tartalmazó lapja. A csoportban körmérkőzéses, oda-visszavágós rendszerben játszottak egymással a labdarúgó-válogatottak. A csoportelső automatikus résztvevője lett a 2006-os labdarúgó-világbajnokságnak.
A csoportban Ciprus, Feröer, Franciaország, Írország, Izrael és Svájc szerepelt.
A csoportot Franciaország nyerte és kijutott a 2006-os világbajnokságra, míg Svájc szerezte meg a második helyet és játszhatott pótselejtezőt. 

## Tabella
| Hely. | Csapat        | M  | Gy | D | V | G+ | G– | Gk  | P  | Továbbjutás                         |     | Franciaország | Svájc | Izrael | Írország | Ciprusi Köztársaság | Feröer |
| ----- | ------------- | -- | -- | - | - | -- | -- | --- | -- | ----------------------------------- | --- | ------------- | ----- | ------ | -------- | ------------------- | ------ |
| 1.    | Franciaország | 10 | 5  | 5 | 0 | 14 | 2  | +12 | 20 | Kijutott a 2006-os világbajnokságra |     | —             | 0–0   | 0–0    | 0–0      | 4–0                 | 3–0    |
| 2.    | Svájc         | 10 | 4  | 6 | 0 | 18 | 7  | +11 | 18 | Továbbjutott a második fordulóba    |     | 1–1           | —     | 1–1    | 1–1      | 1–0                 | 6–0    |
| 3.    | Izrael        | 10 | 4  | 6 | 0 | 15 | 10 | +5  | 18 |                                     |     | 1–1           | 2–2   | —      | 1–1      | 2–1                 | 2–1    |
| 4.    | Írország      | 10 | 4  | 5 | 1 | 12 | 5  | +7  | 17 |                                     | 0–1 | 0–0           | 2–2   | —      | 3–0      | 2–0                 |        |
| 5.    | Ciprus        | 10 | 1  | 1 | 8 | 8  | 20 | −12 | 4  |                                     | 0–2 | 1–3           | 1–2   | 0–1    | —        | 2–2                 |        |
| 6.    | Feröer        | 10 | 0  | 1 | 9 | 4  | 27 | −23 | 1  |                                     | 0–2 | 1–3           | 0–2   | 0–2    | 0–3      | —                   |        |

## Mérkőzések
| 2004. szeptember 4. 15:00 |

| Írország                        | 3–0         | Ciprus |
| ------------------------------- | ----------- | ------ |
| Morrison 33' Reid 38' Keane 54' | Jegyzőkönyv |        |

| Lansdowne Road, Dublin Nézőszám: 36,000 Játékvezető: Levan Paniashvili (grúz) |

| 2004. szeptember 4. 17:30 |

| Svájc                                  | 6–0         | Feröer |
| -------------------------------------- | ----------- | ------ |
| Vonlanthen 10' 14' 57' Rey 29' 44' 55' | Jegyzőkönyv |        |

| St. Jakob-Park, Bázel Nézőszám: 11,880 Játékvezető: Alexandru Tudor (román) |

| 2004. szeptember 4. 21:00 |

| Franciaország | 0–0         | Izrael |
| ------------- | ----------- | ------ |
|               | Jegyzőkönyv |        |

| Stade de France, Saint-Denis Nézőszám: 43,527 Játékvezető: René Temmink (holland) |

| 2004. szeptember 8. 17:00 |

| Feröer | 0–2         | Franciaország       |
| ------ | ----------- | ------------------- |
|        | Jegyzőkönyv | Giuly 32' Cissé 73' |

| Tórsvøllur, Tórshavn Nézőszám: 5,917 Játékvezető: Craig Thomson (skót) |

| 2004. szeptember 8. 20:30 |

| Svájc        | 1–1         | Írország    |
| ------------ | ----------- | ----------- |
| H. Yakin 17' | Jegyzőkönyv | Morrison 8' |

| St. Jakob-Park, Bázel Nézőszám: 28,000 Játékvezető: Kírosz Vasszárasz (görög) |

| 2004. szeptember 8. 20:50 |

| Izrael                | 2–1         | Ciprus           |
| --------------------- | ----------- | ---------------- |
| Benájún 64' Badir 75' | Jegyzőkönyv | Konsztantínu 59' |

| Ramat Gan Stadion, Ramat Gan Nézőszám: 21,872 Játékvezető: Szergej Smolik (fehérorosz) |

| 2004. október 9. 20:00 |

| Ciprus                     | 2–2         | Feröer                        |
| -------------------------- | ----------- | ----------------------------- |
| Konsztantínu 15' Okász 81' | Jegyzőkönyv | Jørgensen 21' R. Jacobsen 43' |

| GSP Stadion, Nicosia Nézőszám: 1,400 Játékvezető: Zohrab Gadiyev (azeri) |

| 2004. október 9. 20:05 |

| Izrael         | 2–2         | Svájc                   |
| -------------- | ----------- | ----------------------- |
| Benájún 9' 48' | Jegyzőkönyv | Frei 26' Vonlanthen 34' |

| Ramat Gan Stadion, Ramat Gan Nézőszám: 37,976 Játékvezető: Mark Shield (ausztrál) |

| 2004. október 9. 21:00 |

| Franciaország | 0–0         | Írország |
| ------------- | ----------- | -------- |
|               | Jegyzőkönyv |          |

| Stade de France, Saint-Denis Nézőszám: 78,863 Játékvezető: Arturo Daudén Ibáñez (spanyol) |

| 2004. október 13. 19:30 |

| Írország                 | 2–0         | Feröer |
| ------------------------ | ----------- | ------ |
| Keane 14' (11-esből) 32' | Jegyzőkönyv |        |

| Lansdowne Road, Dublin Nézőszám: 36,000 Játékvezető: Romāns Lajuks (lett) |

| 2004. október 13. 21:45 |

| Ciprus | 0–2         | Franciaország         |
| ------ | ----------- | --------------------- |
|        | Jegyzőkönyv | Wiltord 38' Henry 72' |

| GSP Stadion, Nicosia Nézőszám: 3,319 Játékvezető: Claus Bo Larsen (dán) |

| 2004. november 17. 19:00 |

| Ciprus    | 1–2         | Izrael              |
| --------- | ----------- | ------------------- |
| Okász 45' | Jegyzőkönyv | Keisi 17' Nimni 86' |

| GSP Stadion, Nicosia Nézőszám: 1,624 Játékvezető: Sten Kaldma (észt) |

| 2005. március 26. 19:50 |

| Izrael           | 1–1         | Írország     |
| ---------------- | ----------- | ------------ |
| Abbász Szuán 90' | Jegyzőkönyv | Morrison 43' |

| Ramat Gan Stadion, Ramat Gan Nézőszám: 32,150 Játékvezető: Valentyin Ivanov (orosz) |

| 2005. március 26. 21:00 |

| Franciaország | 0–0         | Svájc |
| ------------- | ----------- | ----- |
|               | Jegyzőkönyv |       |

| Stade de France, Saint-Denis Nézőszám: 79,373 Játékvezető: Massimo de Santis (olasz) |

| 2005. március 30. 20:30 |

| Svájc    | 1–0         | Ciprus |
| -------- | ----------- | ------ |
| Frei 87' | Jegyzőkönyv |        |

| Hardturm, Zürich Nézőszám: 16,066 Játékvezető: Stuart Dougal (skót) |

| 2005. március 30. 20:50 |

| Izrael    | 1–1         | Franciaország |
| --------- | ----------- | ------------- |
| Badir 83' | Jegyzőkönyv | Trezeguet 50' |

| Ramat Gan Stadion, Ramat Gan Nézőszám: 32,150 Játékvezető: Markus Merk (német) |

| 2005. június 4. 16:30 |

| Feröer          | 1–3         | Svájc                  |
| --------------- | ----------- | ---------------------- |
| R. Jacobsen 70' | Jegyzőkönyv | Wicky 25' Frei 72' 84' |

| Svangaskarð, Toftir Nézőszám: 2,047 Játékvezető: Serge Gumienny (belga) |

| 2005. június 4. 19:30 |

| Írország           | 2–2         | Izrael                         |
| ------------------ | ----------- | ------------------------------ |
| Harte 5' Keane 11' | Jegyzőkönyv | Avi Jéhiel 39' Avi Nimni 45+1' |

| Lansdowne Road, Dublin Nézőszám: 36,000 Játékvezető: Kírosz Vasszárasz (görög) |

| 2005. június 8. 19:30 |

| Feröer | 0–2         | Írország              |
| ------ | ----------- | --------------------- |
|        | Jegyzőkönyv | Harte 51' Kilbane 59' |

| Tórsvøllur, Tórshavn Nézőszám: 5,180 Játékvezető: Anton Genov (bolgár) |

| 2005. augusztus 17. 19:00 |

| Feröer | 0–3         | Ciprus                                        |
| ------ | ----------- | --------------------------------------------- |
|        | Jegyzőkönyv | Konsztantínu 39' 77' (11-esből) Krasszász 95' |

| Svangaskarð, Toftir Nézőszám: 2,720 Játékvezető: Stefan Johannesson (svéd) |

| 2005. szeptember 3. 17:30 |

| Svájc   | 1–1         | Izrael    |
| ------- | ----------- | --------- |
| Frei 6' | Jegyzőkönyv | Keisi 20' |

| St. Jakob-Park, Bázel Nézőszám: 30,000 Játékvezető: Roberto Rosetti (olasz) |

| 2005. szeptember 3. 21:00 |

| Franciaország                   | 3–0         | Feröer |
| ------------------------------- | ----------- | ------ |
| Cissé 14' 76' Olsen 18' (öngól) | Jegyzőkönyv |        |

| Stade Félix-Bollaert, Lens Nézőszám: 40,126 Játékvezető: Jaroslav Jára (cseh) |

| 2005. szeptember 7. 18:00 |

| Feröer | 0–2         | Izrael              |
| ------ | ----------- | ------------------- |
|        | Jegyzőkönyv | Nimni 54' Katan 79' |

| Tórsvøllur, Tórshavn Nézőszám: 2,240 Játékvezető: Pieter Vink (holland) |

| 2005. szeptember 7. 19:55 |

| Írország | 0–1         | Franciaország |
| -------- | ----------- | ------------- |
|          | Jegyzőkönyv | Henry 68'     |

| Lansdowne Road, Dublin Nézőszám: 36,000 Játékvezető: Herbert Fandel (német) |

| 2005. szeptember 7. 21:15 |

| Ciprus         | 1–3         | Svájc                           |
| -------------- | ----------- | ------------------------------- |
| Aloneftisz 35' | Jegyzőkönyv | Frei 15' Senderos 71' Gygax 84' |

| GSP Stadion, Nicosia Nézőszám: 2,561 Játékvezető: Valentyin Ivanov (orosz) |

| 2005. október 8. 20:00 |

| Ciprus | 0–1         | Írország   |
| ------ | ----------- | ---------- |
|        | Jegyzőkönyv | Elliott 6' |

| GSP Stadion, Nicosia Nézőszám: 13,546 Játékvezető: Kassai Viktor (magyar) |

| 2005. október 8. 20:45 |

| Svájc      | 1–1         | Franciaország |
| ---------- | ----------- | ------------- |
| Magnin 80' | Jegyzőkönyv | Cissé 53'     |

| Stade de Suisse Wankdorf, Bern Nézőszám: 31,400 Játékvezető: Terje Hauge (norvég) |

| 2005. október 8. 21:10 |

| Izrael                    | 2–1         | Feröer          |
| ------------------------- | ----------- | --------------- |
| Benájún 1' Zandberg 90+1' | Jegyzőkönyv | Samuelsen 90+3' |

| Ramat Gan Stadion, Ramat Gan Nézőszám: 31,857 Játékvezető: Bernhard Brugger (osztrák) |

| 2005. október 12. 19:45 |

| Írország | 0–0         | Svájc |
| -------- | ----------- | ----- |
|          | Jegyzőkönyv |       |

| Lansdowne Road, Dublin Nézőszám: 35,944 Játékvezető: Markus Merk (német) |

| 2005. október 12. 20:45 |

| Franciaország                                 | 4–0         | Ciprus |
| --------------------------------------------- | ----------- | ------ |
| Zidane 29' Wiltord 32' Dhorasoo 44' Giuly 84' | Jegyzőkönyv |        |

| Stade de France, Saint-Denis Nézőszám: 78,864 Játékvezető: Wolfgang Stark (német) |

## Góllövőlista
| 6 gólos - Alexander Frei 4 gólos - Mihálisz Konsztantínu - Djibril Cissé - Robbie Keane - Josszí Benájún - Johan Vonlanthen 3 gólos - Clinton Morrison - Avi Nimni - Alexandre Rey 2 gólos - Joánisz Okász - Rógvi Jacobsen - Ludovic Giuly - Thierry Henry - Sylvain Wiltord - Ian Harte - Walid Badir - Adoram Keisi | 1 gólos - Efsztháthisz Aloneftisz - Aszimákisz Krasszász - Claus Bech Jørgensen - Símun Samuelsen - Vikash Dhorasoo - David Trezeguet - Zinédine Zidane - Stephen Elliott - Kevin Kilbane - Andy Reid - Yaniv Katan - Abbász Szuán - Avi Jéhiel - Michael Zandberg - Daniel Gygax - Ludovic Magnin - Philippe Senderos - Raphaël Wicky - Hakan Yakın 1 öngólos - Súni Olsen (Franciaország ellen) |